# 佛陀笈多石碑
佛陀笈多石碑（英語：Buddhagupta stone）是出土于马来西亚威省北部的一座梵文石碑，是由一位名为「佛陀笈多」的航海者于公元五世纪所献。佛陀笈多石碑是研究佛教在东南亚传播以及印度商人在马来半岛海上贸易的重要文物。

## 发现
佛陀笈多石碑是在1834年由威斯利省英国殖民官詹姆斯·罗上校（Colonel James Low）所发现。根据詹姆斯·罗的描述，他是在威省北部沙地的旧遗址进行挖掘作业时发现这块石碑。他推测这块石碑是在伫立在佛寺遗迹地区的其中一根石柱的上半部分。:223-226詹姆斯·罗曾绘制石碑素描，首刊于1835年的《孟加拉亚洲学会学报》，:17之后在1886年《有关印度支那的各类论文》上重刊。出土后，佛陀笈多石碑引起了考古界的关注，之后该石碑被送到印度加尔各答博物馆检验，并保存至今。:215
詹姆斯·罗只提供了石碑位置的含糊记录，这是他这位业余文物爱好者在吉打南部进行研究时的一贯写法，导致了大量对石碑具体位置的猜测。:214-2151941年，英国考古学家威尔斯夫妇在威省进行挖掘作业，并发现了大量历史遗迹。威尔斯在同槟州与吉打州交界的姆达河岸的瓜哥巴遗址，发现一个方位平正的强固台基，面积约13英尺6英寸（约4.1米）平方，筑在一个约四寸深的小圆石铺面上，台基约有三尺高，威尔斯相信其上曾建有过小型的窣堵坡。他推断瓜哥巴遗址就是詹姆斯·罗发现佛陀笈多石碑的地点。:3-5

## 碑铭

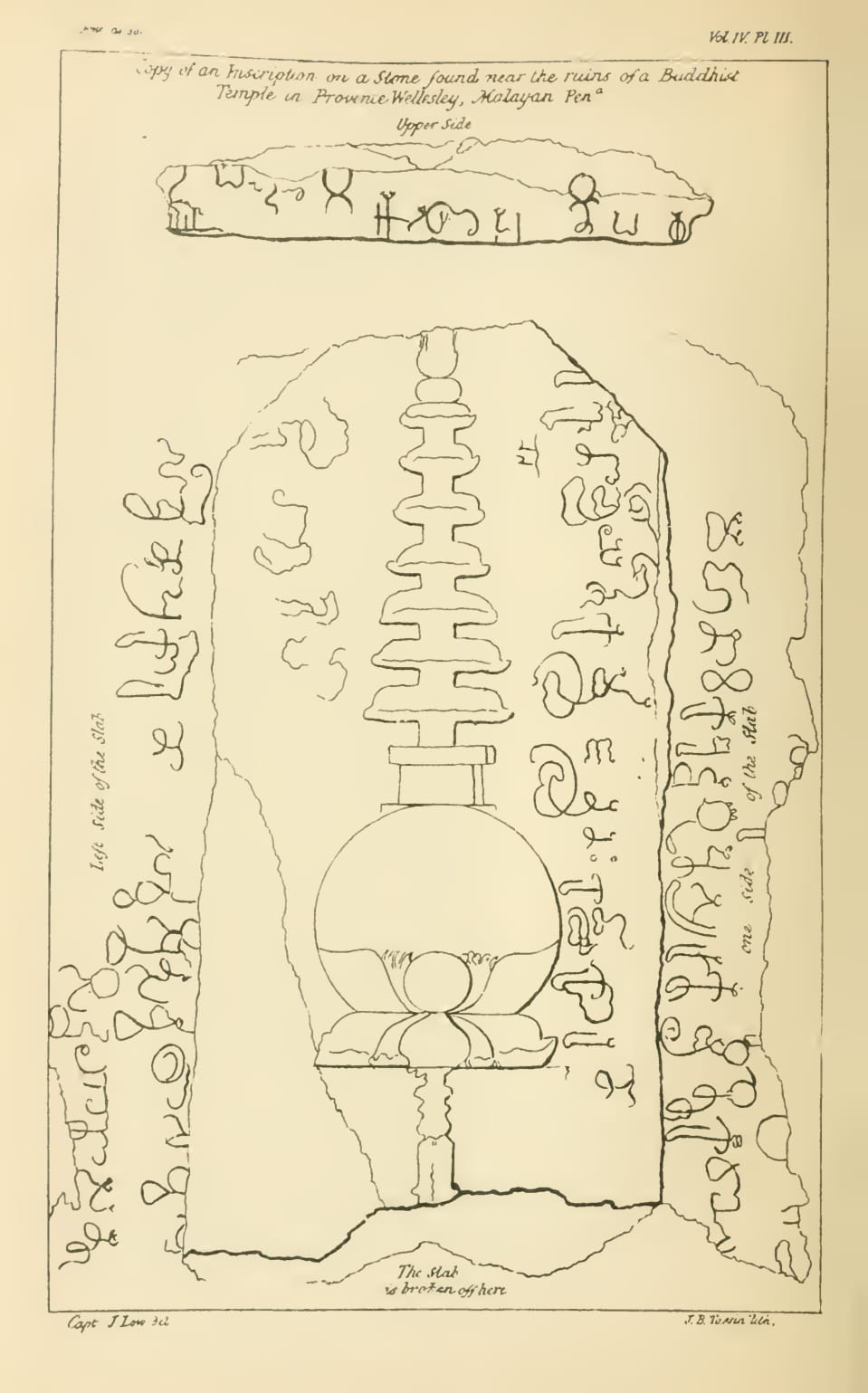
重刊于1886年《有关印度支那的各类论文》上的佛陀笈多石碑素描

根据詹姆斯·罗的描述，佛陀笈多铭文是刻在一种板岩上。:224根据1883年出版的《印度博物馆考古收藏目录和手册》记录，佛陀笈多石碑长2英尺2英寸（约66厘米），底部宽1英尺1英寸半（约34厘米），顶部宽11英寸半（约29厘米）。:189-190:41-43石碑左下方有破损。在石碑正面，中间刻绘着一座窣堵坡，但它的下端不是常见的半圆形而作圆形，在圆形之上有七层华盖。:41:127
石碑上也刻有用跋罗婆字母书写的梵语佛教教义。荷兰学者肯氏推断石碑年份为公元五世纪左右。:99印度碑铭学家夏伯拉根据碑文上的文字与在印尼西爪哇出土的补罗那跋摩石碑类似，也推断两者都同样是公元五世纪的作品。:26佛陀笈多石碑铭文与另一个同时期发现于吉打武吉梅林的石碑的第二节铭文相似。不同的是，佛陀笈多石碑边上还写有「罗旦帝迦大航海者佛陀笈多」等字，推测是航海者佛陀笈多祈求海上平安的祷文。英国历史地理学者惠德礼不能确定这石碑是佛陀笈多在启程前还是返程后才树立，但推断姆达河口是公元五世纪的商人休息整顿处或是他们的母港。:274
肯氏断定碑文里的「罗旦帝迦」（Raktamṛttika，梵语意为「红色泥土」）就是中国典籍里所记载的「赤土国」，他认为赤土是一处位于暹罗湾的港口。:98法国学者式岱司也认同碑文中的罗旦帝迦即是中国典籍的赤土国，他认为赤土是在暹罗湾的佛头廊或吉兰丹地区。:50-51另一法国学者费琅亦曾引肯氏对佛陀笈多石碑的考证，但他认为赤土应在哥罗地峡以北，暹罗湾西岸的一地。:12, 22威尔斯认为赤土是在吉打，与佛陀笈多居住的罗旦帝迦不谋而合。:28-29南洋学家许云樵考证赤土应当在宋卡。:16-29英国马来亚古史研究学者白德尔（Roland Braddell）在考证赤土国都的位置时接受许云樵宋卡的主张，不认同威尔斯等以为的赤土国是在出土佛陀笈多石碑的吉打说。:15-16
荷兰学者克罗姆则不认同「罗旦帝迦」是在暹罗周遭，他认为若佛陀笈多真从暹罗周边而来，那何必要来到威省北部刻石纪念。他认为罗旦帝迦的方位应从印度着手。印度学者马君达认同此说，他推断罗旦帝迦就是唐玄奘《大唐西域记》里记载的「络多末知」，唐言「赤泥」的地方，他认为是位于今天孟加拉国的兰伽摩胝（Rāṅgāmāṭi）。:82-83罗旦帝迦长期以来被认为是在马来半岛北部一带。但随着1961至1962年间在印度西孟加拉邦的剌婆提檀伽（Rājbāḍīdāṅgā）出土了僧侣封印，上面有以公元七至八世纪文字所写的「罗旦帝迦大寺」之名，近年来大多研究都认同罗旦帝迦就是剌婆提檀伽。:24-25:10
因佛陀笈多石碑的出土，佛陀笈多成为马来西亚历史上最早有名姓记载的人物。:36

## 译文

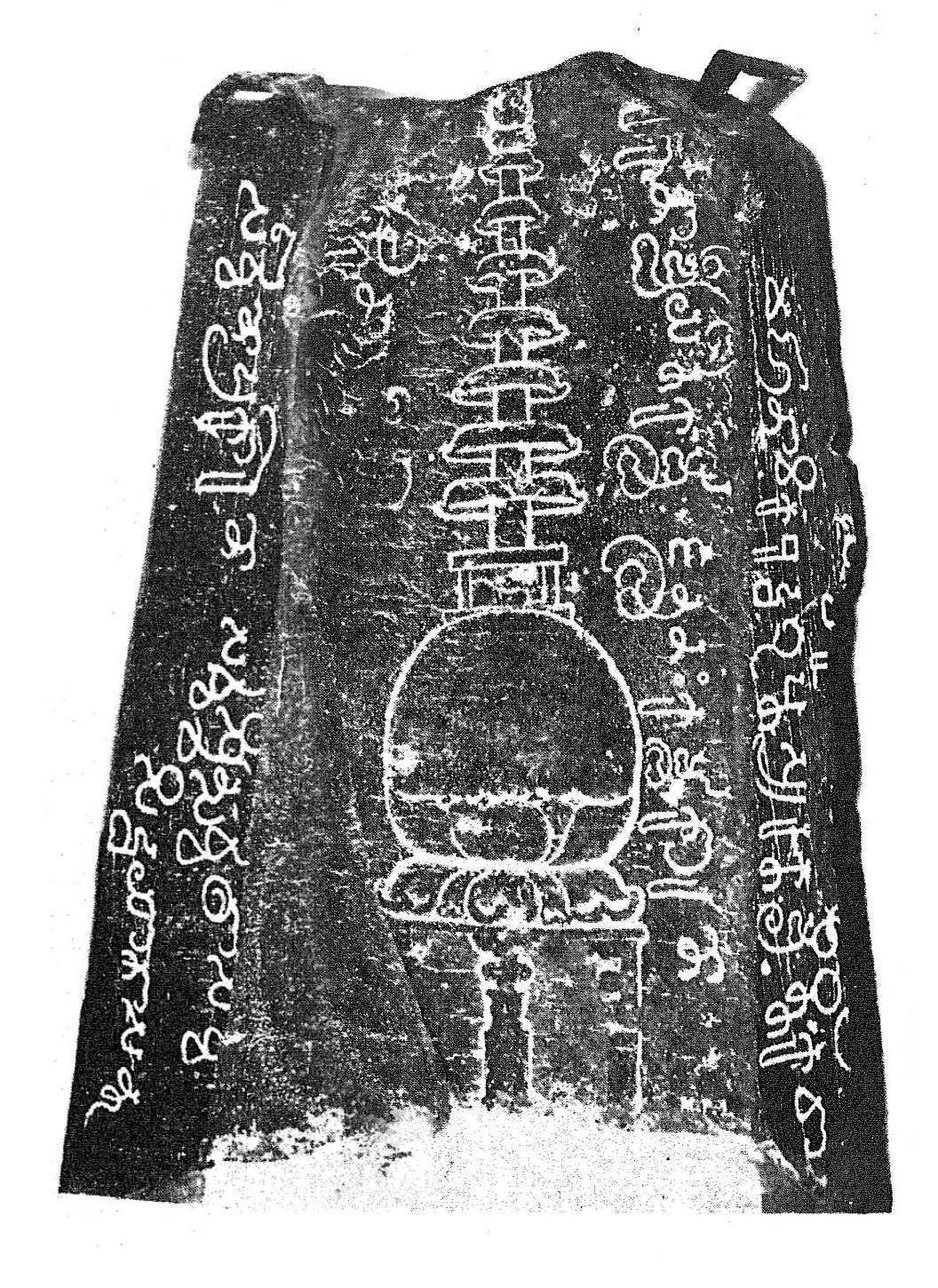
刊登于1935年《孟加拉亚洲学会学报》上的佛陀笈多石碑拓本

根据夏伯拉的考证，佛陀笈多石碑上的铭文释读如下。:18-24
| 铭文位置 | 梵文转写                                                                  | 英文译文                                                                                  | 中文译文                                       |
| -------- | ------------------------------------------------------------------------- | ----------------------------------------------------------------------------------------- | ---------------------------------------------- |
| 正面右侧 | ajñānāc=cīyate karmma janmannaḥ karmama kāraṇa[ṃ]                         | Through ignorance karma is accumulated. The cause of birth is karma                       | 业（羯磨）由寡知而积，业是再生之因:40-41       |
| 正面左侧 | jñānān=na cīyate [karmma karmmābhāvān=na jāyate]                          | Through knowledge karma is not accumulated. Through absence of karma one is not [re-]born | 知（物之本），业无所感，无业即无（再）生:40-41 |
| 右侧面   | mahānāvikabuddhaguptasya raktamṛittikavās [tavyasya?]                     | ... of the great sea-captain Buddhagupta, a resident (?) of Raktamrttika                  | （居）罗旦帝迦的大航海者佛陀笈多               |
| 左侧面   | sarvveṇa prakāreṇa sarvvasmin sarvvathā sa[r]vva … siddhayāt[r]ā[ḥ] santu | ... by all means, in all, in all respects, … all …, be [they] successful in their voyage! | 一切品、一切一切，愿（他们）远航得成           |

夏伯拉发现碑文里类似「siddhayātrā」（梵语意为「已成的远行」）的一词，也曾在越南广治省的颜标碑（Nhan Biêu Inscription）和印尼南苏门答腊的格度干武吉碑上出现过。:24另外，佛学家史其林（Peter Skilling）发现在东南亚多地皆出现过类似的「无知積業偈」，但偈语不曾见于其他印度碑文，原出处还有待从印度佛经或汉藏翻译佛经中找寻。:18

## 藏品
佛陀笈多石碑目前仍保存在印度加尔各答博物馆。马来西亚国家博物馆内藏有佛陀笈多石碑的复刻品，是由印度政府于1961年所赠。
2018年6月，印度总理莫迪在访问新加坡时，赠予新加坡总理李显龙两份礼物，其中之一为佛陀笈多石碑复刻品。